# Хушаль-хан Хаттак
Хушхальхан Хаттак (18 июня 1613, Акора — 1689, Акора) — афганский правитель княжества Акора (ныне на территории Пакистана), выдающийся афганский поэт. Отец Абдулкадырхана Хаттака.
Сын вождя пуштунского племени хаттак Шахбаз-хана, после смерти которого, с согласия Великих Моголов, в 1641 году наследовал княжество Акора, бывшее в вассальной зависимости от Могольской империи. Хушаль-хан проводил активную внешнюю политику, присоединив к Акоре часть земель племени юсуфзаев. Он также выступал за освобождение афганских территорий из-под власти Моголов, за что несколько лет (1664—1668) содержался под арестом. В 1672 году он, совместно с афганским племенем афридиев поднял восстание против Могольской империи, которое было подавлено лишь в 1675 году. Однако Хухшаль-хан и позже продолжал борьбу. Во внутренней политике он реформировал земельное законодательство, проведя перепись земель и закрепив их за владельцами.
Хушаль-хан был ревностным мусульманином — суннитом, ярым противником исламской секты рошани. Поэтическими произведениями он боролся за чистоту ортодоксального суннизма, а также призывал к объединению всех афганцев и любви к свободе.

## Переводы
- Афганская классическая поэзия. М.: Художественная литература, 1975. С. 9—41. (Пер. А. Сендыка).